# Бјермон
Бјермон (фр. Biermont) насеље је и општина у североисточној Француској у региону Пикардија, у департману Оаза која припада префектури Компјењ.
По подацима из 2011. године у општини је живело 172 становника, а густина насељености је износила 43,88 становника/km². Општина се простире на површини од 3,92 km². Налази се на средњој надморској висини од 190 метара (максималној 92 m, а минималној 63 m).

## Демографија
| 1962. | 1968. | 1975. | 1982. | 1990. | 1999. | 2011. |
| ----- | ----- | ----- | ----- | ----- | ----- | ----- |
| 120   | 129   | 110   | 118   | 133   | 136   | 172   |

График промене броја становника у току последњих година